# Dasyhelea aperta
Dasyhelea aperta är en tvåvingeart som beskrevs av Maurice Emile Marie Goetghebuer 1937. Dasyhelea aperta ingår i släktet Dasyhelea och familjen svidknott.
Artens utbredningsområde är Frankrike. Inga underarter finns listade i Catalogue of Life.